# Jodenpoort (Olomouc)
De Jodenpoort (Tsjechisch: Židovská brána, Duits: Judentor) is een poort in de Moravische stad Olomouc. De poort bevindt zich op het terrein achter het Jezuitský konvikt (Jezuïetenconvict) aan de Univerzitní ulice (Universiteitsstraat). De Jodenpoort is één van drie middeleeuwse stadspoorten en torens die behouden zijn gebleven naast de Allerheiligenpoort (Brána Všech svatých, Allerheiligentor) en de Rechthoekige verdedigingstoren (Hranolová (gotická) obranná věž, Prismenförmiger Verteidigungsturm). De Jodenpoort dankt haar naam aan het feit dat de poort in de nabijheid lag van de middeleeuwse joodse wijk en synagoge.

## Geschiedenis

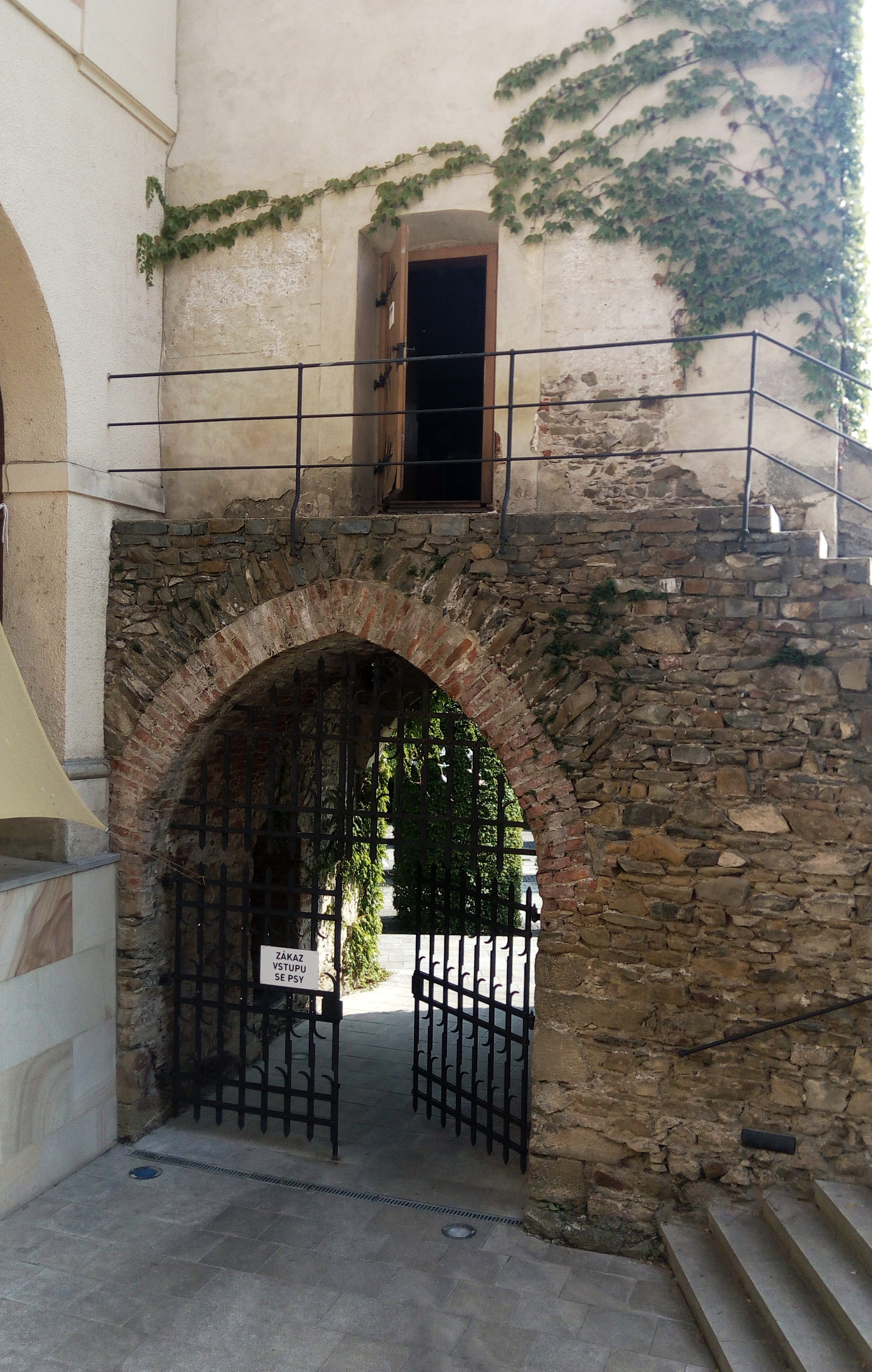
De Jodenpoort gezien vanaf het binnenplein van het Jezuitský konvikt.

De rechthoekige gotische poort is waarschijnlijk in de 14e eeuw gebouwd en verbond de stad met het dorpje Závodí.
Met de bouw van het Jezuitský konvikt vanaf de 16e eeuw en latere uitbreidingen tot in de 18e eeuw werd de Jodenpoort onderdeel van dit complex. De jezuïeten bouwden aan de poort een galerij als toegang naar de eerste en tweede verdieping van de toren, de begane grond had de stad de jezuïeten afgepakt om toegang te hebben tot de voor de poort gelegen dwingel ter verdediging van de stad. Onder Keizer Jozef II werden de jezuïeten opgeheven en werd het hele complex overgenomen door het leger.
Tot in de jaren '50 van de 20e eeuw was onbekend waar de Jodenpoort stond en werd verondersteld dat hij afgebroken was. Pas bij archeologisch onderzoek in 1967 kon bewezen worden dat het barokke wachtershuisje in werkelijkheid de Jodenpoort was.

## Beschrijving
Het huidige gotische uiterlijk heeft de poort gekregen tijdens de reconstructie van het Jezuitský konvikt rond de eeuwwisseling van de 20e naar de 21e eeuw. Renaissance-elementen die bij deze reconstructie zijn ontdekt zijn afgedekt. De Jodenpoort vormt de verbinding tussen een parkje op de in de Nieuwe tijd gebouwde dwingel en het binnenplein van het Jezuitský konvikt die van elkaar gescheiden worden door de middeleeuwse stadsmuur. Deze middeleeuwse stadsmuur liep vroeger in noordelijke richting door naar de Nieuwe poort (Nová brána, Neuer Tor). In de poort zijn de gaten voor kettingen van een ophaalbrug zichtbaar.